# 7028 Tachikawa
A 7028 Tachikawa (ideiglenes jelöléssel 1993 XC1) a Naprendszer kisbolygóövében található aszteroida. Masanori Hirasawa,  Shohei Suzuki fedezte fel 1993. december 5-én.